# جائحة فيروس كورونا في سانت فينسنت والغرينادين
توثق هذه المقالة آثار جائحة فيروس كورونا 2019-2020 في سانت فينسنت والغرينادين، وقد لا تتضمن جميع الاستجابات والتدابير والإجراءات الرئيسية حتى الآن.

## خلفية
في 12 يناير 2020، أكدت منظمة الصحة العالمية عن ظهور فيروس كورونا المستجد كسبب للمرض التنفسي الذي أصاب مجموعة من الأشخاص في مدينة ووهان، مقاطعة خوبي، الصين، إذ أُبلغ عنهم إلى منظمة الصحة العالمية في 31 ديسمبر 2019. كانت نسبة الوفيات بين الحالات المُشخصة بكوفيد-19 أقل بكثير من جائحة فيروس سارس في عام 2003، لكن انتقال العدوى كان أكبر، والوفيات أيضًا.

## الجدول الزمني
في 11 مارس 2020، أكدت سانت فينسنت والغرينادين حالتها الأولى. سافر المصاب من المملكة المتحدة إلى سانت فينسنت عبر باربادوس. سافروا على الخطوط الجوية البريطانية إلى بربادوس ثم إلى سانت فنسنت عبر ليات. لا تفصح الحكومة عن العدد الحقيقي للحالات أو الحالات المشتبه فيها لمرض فيروس التاجي كوفيد-19.